# R10000
Le R10000 est un processeur lancé en 1995 par MIPS Technologies. Ce processeur sous forme d'une seule puce fonctionne à une fréquence plus élevée que le R8000, et possède des caches d'instructions et de données plus grands (32 Ko). C'est un processeur superscalaire mais son innovation majeure réside dans l'exécution dans le désordre (out-of-order execution). Même avec un pipeline mémoire unique et une unité de calcul en virgule flottante simple, l'amélioration de l'unité de traitement des entiers, le faible coût et une densité élevée ont fait du R10000 un processeur très intéressant.